# Tyrrell 020
O 020/020B/020C é o modelo utilizado da Tyrrell nas temporadas de 1991, 1992 e 1993 de Fórmula 1. O 020 em 1991 era equipado com motor Honda, o 020B em 1992 com motor Ilmor e o 020C em 1993 com o motor Yamaha até o GP da Grã-Bretanha (apenas Ukyo Katayama). Pilotos: Satoru Nakajima, Stefano Modena, Olivier Grouillard, Andrea de Cesaris e Ukyo Katayama.

## Resultados[1][2][3]
(legenda) 
| Ano  | Chassi | Motor            | N° | Pilotos            | 1     | 2     | 3     | 4     | 5     | 6     | 7     | 8     | 9     | 10    | 11    | 12    | 13    | 14    | 15    | 16    | Pontos | Posição  |  |
| ---- | ------ | ---------------- | -- | ------------------ | ----- | ----- | ----- | ----- | ----- | ----- | ----- | ----- | ----- | ----- | ----- | ----- | ----- | ----- | ----- | ----- | ------ | -------- |  |
|      |        |                  |    |                    |       |       |       |       |       |       |       |       |       |       |       |       |       |       |       |       |        |          |  |
|      |        |                  |    |                    | USA   | BRA   | SMR   | MON   | CAN   | MEX   | FRA   | GBR   | GER   | HUN   | BEL   | ITA   | POR   | ESP   | JAP   | AUS   |        |          |  |
| 1991 | 020    | Honda 101E V10   | 3  | Satoru Nakajima    | 5 P   | Ret P | Ret P | Ret P | 10 P  | 12 P  | Ret P | 8 P   | Ret P | 15 P  | Ret P | Ret P | 13 P  | 17 P  | Ret P | Ret P | 12     | 6°       |  |
| 1991 | 020    | Honda 101E V10   | 4  | Stefano Modena     | 4 P   | Ret P | Ret P | Ret P | 2 P   | 11 P  | Ret P | 7 P   | 13 P  | 12 P  | Ret P | Ret P | Ret P | 16 P  | 6 P   | 10 P  | 12     | 6°       |  |
|      |        |                  |    |                    |       |       |       |       |       |       |       |       |       |       |       |       |       |       |       |       |        |          |  |
|      |        |                  |    |                    | RSA   | MEX   | BRA   | ESP   | SMR   | MON   | CAN   | FRA   | GBR   | GER   | HUN   | BEL   | ITA   | POR   | JPN   | AUS   |        |          |  |
| 1992 | 020B   | Ilmor LH10 V10   | 3  | Olivier Grouillard | Ret G | Ret G | Ret G | Ret G | 8 G   | Ret G | 12 G  | 11 G  | 11 G  | Ret G | Ret G | Ret G | Ret G | Ret G | Ret G | Ret G | 8      | 6°       |  |
| 1992 | 020B   | Ilmor LH10 V10   | 4  | Andrea de Cesaris  | Ret G | 5 G   | Ret G | Ret G | 14 G  | Ret G | 5 G   | Ret G | Ret G | Ret G | 8 G   | 8 G   | 6 G   | 9 G   | 4 G   | Ret G | 8      | 6°       |  |
|      |        |                  |    |                    |       |       |       |       |       |       |       |       |       |       |       |       |       |       |       |       |        |          |  |
|      |        |                  |    |                    | RSA   | BRA   | EUR   | SMR   | ESP   | MON   | CAN   | FRA   | GBR   | GER   | HUN   | BEL   | ITA   | POR   | JPN   | AUS   |        |          |  |
| 1993 | 020C   | Yamaha OX10A V10 | 3  | Ukyo Katayama      | Ret G | Ret G | Ret G | Ret G | Ret G | Ret G | 17 G  | Ret G | 13 G  |       |       |       |       |       |       |       | 01     | NC (12º) |  |
| 1993 | 020C   | Yamaha OX10A V10 | 4  | Andrea de Cesaris  | Ret G | Ret G | Ret G | Ret G | Ret G | 10 G  | Ret G | 15 G  |       |       |       |       |       |       |       |       | 01     | NC (12º) |  |

↑1  No GP da França (De Cesaris) e no GP da Inglaterra (Katayama) utilizaram o Tyrrell 021 até o final da temporada.